# إبراق هيدروليكي

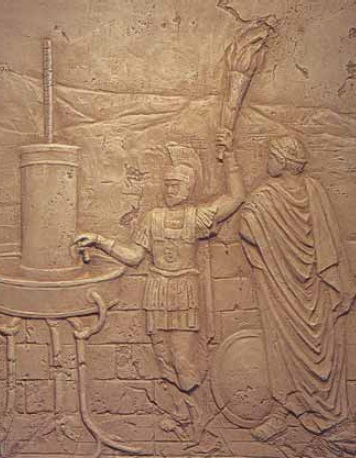
تلغراف هيدروليكي قديم يستخدمه أينيس لإرسال رسالة.

التلغراف الهيدروليكي (باليونانية: υδραυλικός τηλέγραφος) هو مصطلح يشير إلى نظامي إشارة مختلفين يشتملان على تلغراف هيدروليكي. تم تطوير أقدم واحد في القرن الرابع قبل الميلاد في اليونان، بينما تم تطوير الآخر في القرن التاسع عشر الميلادي في بريطانيا. تم نشر النظام اليوناني بالاقتران مع الإشارة بالملوحة، بينما تم تشغيل النظام البريطاني الأخير بضغط السوائل الهيدروليكي.
على الرغم من أن كلا النظامين يستخدمان الماء في أجهزة الإرسال والاستقبال الخاصة بهما، إلا أن وسائط الإرسال الخاصة بهما كانت مختلفة تمامًا. أرسل النظام اليوناني القديم معلوماته الرمزية إلى جهاز الاستقبال بصريًا، مما حد من استخدامه لمسافات خط البصر في ظروف الطقس ذات الرؤية الجيدة فقط. استخدم النظام البريطاني في القرن التاسع عشر أنابيب مملوءة بالمياه لإحداث تغييرات في مستوى الماء في وحدة الاستقبال، وبالتالي قصر نطاقه على الضغط الهيدروليكي الذي يمكن أن يكون ولدت في جهاز الإرسال.

## نظام الإشارة بالملوحة الهيدروليكي اليوناني

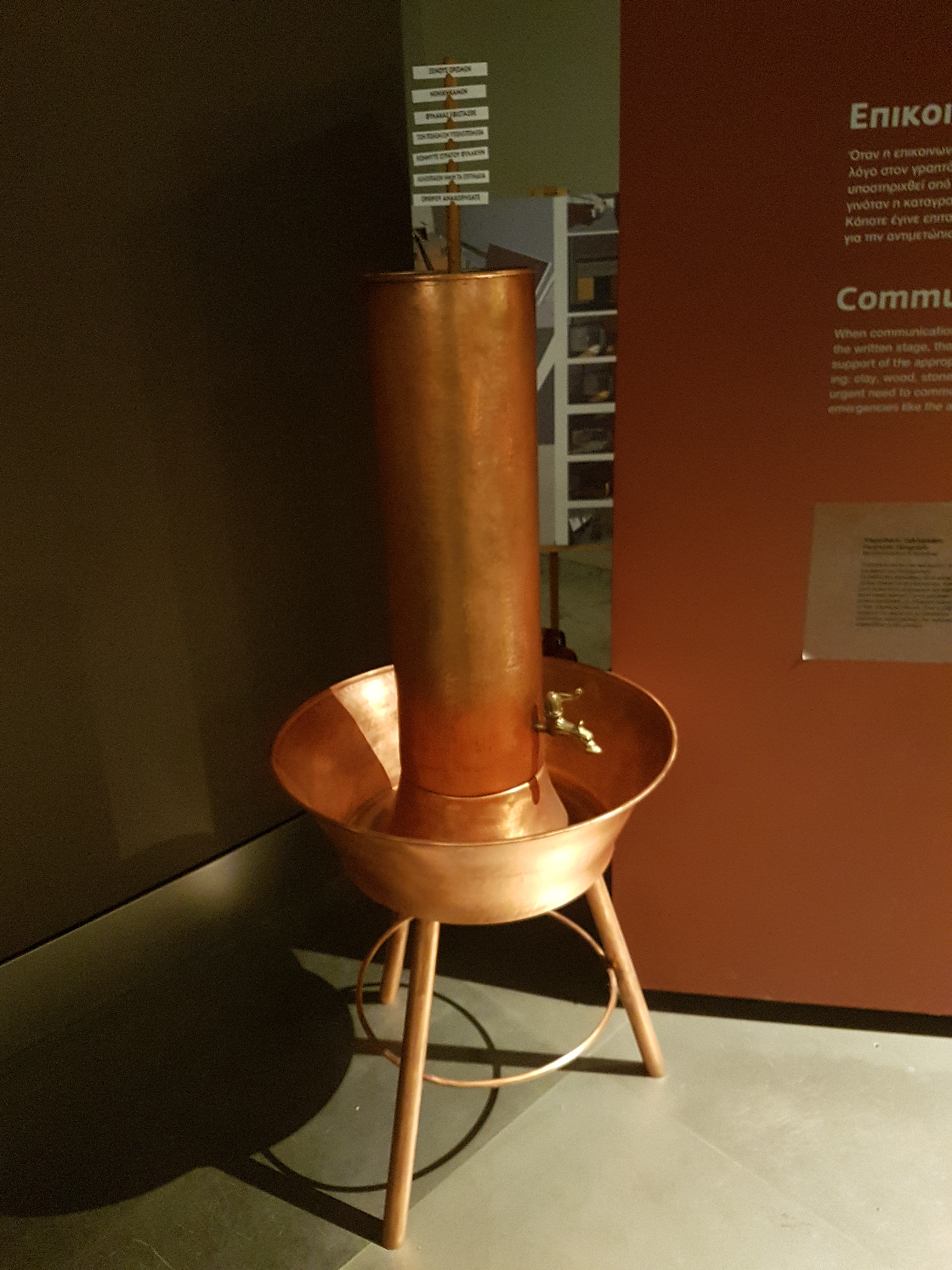
مجسم للتغراف الهيدروليكي اليوناني، مركز العلوم ثيسالونيكي ومتحف التكنولوجيا

تم وصف التصميم اليوناني القديم في القرن الرابع قبل الميلاد من قبل إينيس تكتيكوس والقرن الثالث قبل الميلاد من قبل المؤرخ بوليبيوس. وفقًا لبوليبيوس، فقد تم استخدامه خلال الحرب البونيقية الأولى لإرسال رسائل بين صقلية وقرطاج.
تضمن النظام حاويات متطابقة على تلال منفصلة، غير متصلة ببعضها البعض؛ تمتلئ كل حاوية بالماء، ويطفو بداخلها قضيب عمودي. تم نقش القضبان برموز مختلفة محددة مسبقًا في نقاط مختلفة على طول ارتفاعها.
لإرسال رسالة، سيستخدم المشغل المرسل شعلة للإشارة إلى عامل الاستقبال؛ بمجرد مزامنة الاثنين، سيفتحون الصنابير في نفس الوقت في قاع حاوياتهم. سيستنزف الماء حتى يصل مستوى الماء إلى الرمز المطلوب، وعند هذه النقطة يخفض المرسل شعلته، ويغلق المشغلون حنفياتهم في نفس الوقت. وبالتالي، يمكن ربط طول الفترة الزمنية التي كانت فيها شعلة المرسل مرئية برموز ورسائل محددة مسبقًا.

## نظام الإشارة بالملوحة الهيدروليكي البريطاني
قام المهندس المدني البريطاني فرانسيس ويتشو، الذي أصبح فيما بعد مديرًا رئيسيًا في شركة التلغراف العامة، بنشر التلغراف الهيدروليكي في عام 1838 لكنه لم يتمكن من نشره تجاريًا. من خلال الضغط على جهاز إرسال متصل بأنبوب مملوء بالماء والذي ينتقل على طول الطريق إلى جهاز استقبال مماثل، كان قادرًا على إحداث تغيير في مستوى الماء والذي من شأنه أن يشير بعد ذلك إلى المعلومات المشفرة لمشغل المستقبل.

## روابط خارجية
- كونيكتد إيرث